# 今川憲次
今川 憲次 （いまがわ けんじ　IMAGAWA Kenji、1908年1月20日 - 1984年4月17日）は、北海道・根室市出身の英文学者、南山大学名誉教授。

## 人物
第八高等学校教授等を経て、南山大学で教鞭をとる。
中世英文学とカトリック系文学の解明をライフワークとした。
言語時評を中心とした軽妙洒脱なエッセイの書き手として活躍。
妻・蕁子(かずこ)は文化学院女学部の教師時代に、与謝野晶子の助手として師事。
同僚に、西村伊作、戸川秋骨、与謝野鉄幹、西脇マジョリーがいた。
今川の文学研究のありように関して、遠藤周作は他の欧米文学研究者と基本的にちがう点をあげ、「文学研究をとおして御自分の基督教を練磨」したことにあると、最高の賛辞をもって評した。

## 経歴
- 1907年1月20日:北海道根室市に生まれる
- 1921年4月：札幌第一中学校入学
- 1928年3月：第四高等学校文科甲類卒業
- 1931年3月：東京帝国大学文学部英文科卒業
- 1931年4月：横浜専門学校（現・神奈川大学）英語教授
- 1932年10月：鈴木蕁子と結婚
- 1937年4月：大倉高商（現・東京経済大学）英語教授
- 1939年4月：第八高等学校教授
- 1945年：海軍衛生兵、図書館勤務[4]
- 1949年4月：名古屋大学教授兼任
- 1950年：南山大学文学部教授　ニューヨーク市フォーダム大学大学院に留学（中世英文学専攻）、1952年に文学修士号を取得し帰国
- 1963年4月：南山大学外国語学部英米科長
- 1969年：フルブライト交換教授として渡米（1970年8月まで）
- 1970年：ブリティッシュ・カウンシルの招聘で渡英、同年帰国
- 1972年4月：南山大学外国語学部長
- 1976年4月：南山大学文学部教授に所属変更
- 1977年4月：南山大学文学部大学院文学研究科教授
- 1978年3月：定年により南山大学退職
- 1978年4月：南山大学名誉教授
- 1980年：勲三等瑞章を授与
- 1984年4月17日：逝去

## 著作
- Treasure Island (編注)、 青雲堂、1930
- Modern Novelettes (編注)、文修堂、1932
- Edward B. Shanks, A Londoner's England (編注)、荘仁社、1939
- 『英語はたのし』（大学書林語学文庫 No. 105）、 大学書林, 1966-8-25
- “On Some Interpretations of Chaucer's Knight's Tale” 『アカデミア』（南山大学）、第4輯、1953
- 「Troilus and Creseyde: Celestial or elles love of Kynde」『アカデミア』、第8輯、1954
- 「The Book of the Duchess」『アカデミア』、第14輯、1956
- 「ストロベリブロンド」（随筆）『南山文学』（南山文学会）、創刊号、1956-3
- 「Troilus and Cressida」『アカデミア』、第28-29輯、1960
- 「Courtly LoveとConjugal Love」『アカデミア』、第35輯、1962
- 「ダーム・アリスン」Nanzan Review、 第1号、1962
- 「ハムレットの劇の一つの見方」『南山文学』、第4号、1962
- 「哭いて去る彼奴」『南山文学』、第5号、1962
- “Mulier est Hominis Confusio” Nanzan Review、 第2号、1963
- 「Memento Mori について」『南山文学』、第6号、1963
- 「A Burnt-out Case考」Nanzan Review、 第3号、1966
- 「The Comedians考」Nanzan Review、 第4号、 1967
- A. E. Hotchner, The Last Days of Ernest Hemingway (編注) 、朝日出版、1968
- “An Image of Man in Modern Japanese Novels,” Man in Society: Facts and Visions, ed. Helmut H. Loiskandl. Dubuque, Iowa: Kendall/Hunt, 1971
- 「悪魔払いの文学：エクソシストについて」『政界往来』、9月号、1973
- “A Comparative Study of Graham Greene and Endo Shusaku"『アカデミア』、第25輯、1975-1976（合併号）
- 「グレアム・グリーンの『名誉領事』について」『政界往来』、12月号、１975-1976
- 「カトリック作家としてのイヴリン・ウォー」『声』（大阪教区出版）、7･8月合併号、1977
- 「文学と宗教」『政界往来』、12月号、1977
- 「チョーサーのファブリオー： Musical, The Canterbury Talesを見て」『アカデミア』、第25輯、1978
- 『もんく・もんく・もんく：ある語学教授の言語時評』(今川憲次先生・出版賛助会)、中日新聞本社、1979
- 「人間的要素」『声』（大阪教区出版）、2月号、1979
- 『不思議な電話』（ミュリエル・スパーク著、今川憲次訳）、東京新聞出版局、1981
- 『徳川美術館宝物英訳集』、東京新聞出版局、1982-1
- 『幾山河：金婚記念』（今川蕁子との共著）、名古屋: 朝日新聞本社、1982-11
- 『カトリック小説考：グレアム・グリーンと遠藤周作を中心に』、近江誠編（遠藤周作「序」、pp. 1-2；大橋健三郎「故今川憲次さんのこと」、pp. 311-314；近江誠「おわりに： 今川遺稿をまとめるにあたって」、pp. 315-318）、南雲堂、1988